# Мусєєв Сергій Зинятович
Сергій Мусєєв Зінятович * (21 липня 1960 — † 25 серпня 2010, автотраса Москва-Сімферополь, Херсонська область, Україна) — український державний діяч. Начальник Харківського Метрополітену (з 2006).

## Біографія

### Освіта
- Донецький державний університет
- Національний технічний університет «Харківський політехнічний інститут»
- Академік Інженерної академії України за спеціальністю «Комунікації (транспортні системи)»

### Кар'єра
Після закінчення університету працював в АТ «Концерн» АВЕК і Ко ". Потім в 2006 році перейшов на роботу в Харківський метрополітен і вже в квітні 2006 року був призначений начальником Харківського метрополітену.
У січні 2008 року був відсторонений від роботи, але в серпні цього ж року рішенням Верховного Суду Україні Сергій Мусєєв був відновлений на посаді начальника ДП «Харківський метрополітен», і в листопаді знову вступив на посаду. Так само одночасно був Головою Ленінської районної Харківської організації Партії регіонів.
Загинув в ДТП 25 серпня 2010 року. Аварія сталася на території Херсонської області (Мусєєв їхав у відпустку в Крим), загинув також заступник начальника ДП «Міськелектротранс» Євген Лі, що їхав в одному автомобілі з Сергієм Мусєєвим.
У результаті порушення ПДР перебували за кермом Мусєєвим його «Мерседес S-600» під час обгону з перевищенням швидкості на зустрічній смузі лоб в лоб зіткнувся з автомобілем «Хюндай». Всі, хто знаходилися в «Мерседесі» загинули, від нього залишилася купа металу (автомобіль відновленню не підлягає). Подушки безпеки в «Мерседесі» не спрацювали. Троє людей, що знаходилися в іншому автомобілі (сім'я, що поверталася з відпустки) потрапили до лікарні.
Похований на Другому міському цвинтарі Харкова по вул. Пушкінській 27 серпня 2010 року.

### Нагороди
- Почесний працівник транспорту України,
- Почесна грамота Кабінету міністрів України
- Орден «За високий професіоналізм»
- Орден «Лідер галузі»,
- Подяка Міністерства транспорту та зв'язку України
- Орден Святого Миколи Чудотворця І ступеня,
- Почесну відзнаку Харківської обласної ради «Слобожанська слава»